# Постшансон
Ру́сский неошансо́н (также применяется термин постшансо́н) — музыкальный жанр, появившийся в 2000-е годы вследствие развития популярного в 1990-х годах в России русского шансона. Отличительной чертой жанра стал «разрыв» с традицией блатной песни; тексты русского неошансона посвящены не криминальной тематике, а, по мнению Александра Горбачёва, в большей степени стали отражением «современного городского фольклора». В музыкальном плане он стал продолжением традиций советской и российской эстрады, с большим влиянием современной поп-музыки. Первоначально новый жанр стали называть термином «постшансон»; в частности журналист Олег Кашин использовал его в своей статье для «Коммерсанта» в 2010 году и позже заимствовал журнал «Афиша». Наиболее яркими представителями русского неошансона называют таких исполнителей, как Елена Ваенга, Трофим, Стас Михайлов и Григорий Лепс.